# Pegao (canción de Camilo)
«Pegao» es una canción interpretada por el cantante colombiano Camilo. Fue publicada el 19 de mayo de 2022 a través de Sony Music Latin como el cuarto sencillo de su tercer álbum de estudio De adentro pa' fuera (2022). La canción fue escrita por Camilo, Edgar Barrera y Andrés Castro, mientras que la producción estuvo a cargo de Nicolás Ramírez.

## Antecedentes y composición
En una entrevista, Camilo reveló que la paternidad lo introdujo a escribir una variedad de canciones para su próximo material discográfico. Además, Echeverry mencionó que compuso la canción, teniendo como inspiración el nacimiento de su primera hija Índigo, que fue producto de su matrimonio con Evaluna Montaner. Su contenido lírico, según Camilo, refleja la emoción que siente por compartir tiempo de calidad con su hija.
El 17 de mayo del 2022, Camilo realizó un anuncio, a través de Instagram, sobre la nueva canción que publicaría, revelando que llevaría por título «Pegao» y que la misma sería estrenada el 19 de mayo.

## Recepción

### Comentarios de la crítica
La canción cosechó críticas favorables por parte de la prensa. Alberto Palao Murcia de la emisora radial Los 40 España destacó que la canción presenta «un estribillo pegadizo y una melodía que te invita a bailar», aludiendo que el cantante «ha vuelto a crear un temazo». Por su parte, la cadena de radio Europa FM resaltó que el sencillo «tiene ritmo y buenas vibras», remarcando que es algo característico de Echeverry; y que además la letra está «llena de sentimiento». En una reseña para la página web Actualidad Musical, el músico Oldaness escribió que es una canción bien sazonada, ya que incluye «guitarras asincopadas», «percusiones bien cálidas» y «una combinación de elementos sonoros que aportan sabor a toda la mezcla musical».

### Desempeño comercial
La canción, a tres semanas de su lanzamiento, logró llegar a las 13 millones de visualizaciones en YouTube y se colocó en las primeras posiciones de las tendencias más populares en Instagram a partir de la creación de un desafío de baile.

## Video musical
El videoclip fue dirigido por Evaluna Montaner y Cristian Saumeth. Al comienzo, Camilo habla con Evaluna sobre el lugar donde podrían realizar el rodaje del nuevo vídeo, pero él le plantea que no quiere salir de su casa y dejar a su bebé recién nacida, por lo cual, las escenas transcurren en la intimidad de su hogar, donde se lo muestra a Camilo planchando, jugando con utensilios de cocina, bailando en su jardín y paseando a su hija en un carrito para bebés, dando a entender que quiere pasar todo su tiempo con Índigo.

## Posicionamiento en las listas
| Listas (2022)                        | Mejor posición |
| ------------------------------------ | -------------- |
| Argentina (Monitor Latino)           | 3              |
| Argentina Hot 100 (Billboard)        | 35             |
| Chile (Monitor Latino)               | 5              |
| Colombia (Monitor Latino)            | 20             |
| Costa Rica (Monitor Latino)          | 3              |
| Costa Rica Radio y TV (FONOTICA)     | 3              |
| Ecuador (Monitor Latino)             | 14             |
| Ecuador (National Report)            | 18             |
| El Salvador (ASAP EGC)               | 4              |
| El Salvador (Monitor Latino)         | 5              |
| España (Billboard)                   | 23             |
| España (PROMUSICAE)                  | 22             |
| Guatemala (Monitor Latino)           | 18             |
| Latin Airplay (Billboard)            | 10             |
| Latin Digital Songs (Billboard)      | 17             |
| Latin Pop Airplay (Billboard)        | 4              |
| México (Monitor Latino)              | 11             |
| Mexico Airplay (Billboard)           | 9              |
| Mexico Espanol Airplay (Billboard)   | 2              |
| Panamá (Monitor Latino)              | 7              |
| Panamá (PRODUCE)                     | 11             |
| Paraguay (Monitor Latino)            | 14             |
| Perú (Monitor Latino)                | 20             |
| Puerto Rico (Monitor Latino)         | 12             |
| Regional Mexican Airplay (Billboard) | 34             |
| República Dominicana (SODINPRO)      | 48             |
| Tropical Airplay (Billboard)         | 1              |
| Uruguay (Monitor Latino)             | 6              |

| Listas (2022)  | Mejor posición |
| -------------- | -------------- |
| Paraguay (SGP) | 32             |

## Certificaciones
| País           | Organismo certificador | Certificación | Ventas certificadas | Simbolización | Ref.   |
| -------------- | ---------------------- | ------------- | ------------------- | ------------- | ------ |
| España         | PROMUSICAE             | Platino       | 40 000              | ▲             | [ 26 ] |
| Estados Unidos | RIAA                   | Platino       | 60 000              | ▲             | [ 44 ] |
| México         | AMPROFON               | Oro           | 70 000              | ●             | [ 45 ] |

## Créditos y personal
Adaptados desde Genius.

### Producción
- Camilo Echeverry: voz, composición y producción.
- Edgar Barrera: composición y producción.
- Andrés Castro: composición.

### Técnico
- J. Clark: ingeniería de mezcla.
- Mike Bozzi: ingeniería de masterización.
- Facundo "Evlay" Yalve: ingeniería de grabación.
- Daniel Uribe: ingeniería de grabación.
- Oscar Convers: ingeniería de grabación.
- Nicolás Ramírez: ingeniería de grabación.

## Historial de lanzamientos
| Región | Fecha              | Formato(s)                 | Discográfica     | Ref.   |
| ------ | ------------------ | -------------------------- | ---------------- | ------ |
| Varios | 19 de mayo de 2022 | Descarga digital streaming | Sony Music Latin | [ 47 ] |